# Лоза Євгенія Федорівна
Ло́за Євгенія Федорівна (народ. 6 липня 1984, Антрацит, Луганська область, Україна) —  українська і російська акторка театру і кіно.

## Кар'єра
Після закінчення школи Євгенія Лоза вступила одночасно у ВДІК і у Школу-студію МХАТ, але за порадою Костянтина Райкіна вибрала Школу-студію МХАТ.
Свою першу роль Євгенія Лоза отримала в телесеріалі 2002 року «Марш Турецького». Після цього акторка з'явилася в образі дівчинки-інваліда в «Украденому сні» в детективі про Каменську. У 2004 році акторка зіграла свою першу головну роль у фільмі «До вас прийшов ангел».

## Фільмографія
| Рік       | Стрічка                              | Роль                     | Примітки             |
| --------- | ------------------------------------ | ------------------------ | -------------------- |
| 2002      | Марш Турецького                      |                          | Телесеріал           |
| 2003      | Каменська 3                          | Наташа Терьохіна         | Телесеріал           |
| 2004      | До вас прийшов ангел                 | Саша Лоза                | Головна роль         |
| 2005      | Продається детектор брехні           | Ольга                    |                      |
| 2006      | 9 місяців                            | медсестра Маша           | Телесеріал           |
| 2006      | Ніжний барс                          | Світлана                 | Телесеріал           |
| 2006      | Печорін. Герой нашого часу           | княжна Мері Лиговська    |                      |
| 2006-2009 | Клуб (всі сезони)                    | одна з трьох «Барбі»     | Телесеріал           |
| 2007      | Попелюшка.ру                         | Наташа                   | Головна роль         |
| 2007      | І падає сніг                         | Женя                     | Головна роль         |
| 2007      | Ніколи не забуду тебе                | Міла                     | Головна роль         |
| 2007      | Мережа                               | Надя                     | Головна роль         |
| 2008      | Два кольори пристрасті               | Саша Долгоп'ятова        | Головна роль         |
| 2008      | Міни у фарватері                     | Гуляєва                  | Телесеріал           |
| 2008      | Від любові до кохання                | Рая                      | Телесеріал           |
| 2008      | Парі                                 | Маша                     |                      |
| 2008      | Розвідники. Війна після війни        | Марина Орєхова           | Телесеріал           |
| 2008      | Вкрасти у…                           | Катя Вихрова             | Головна роль         |
| 2009      | Варення із сакури                    | Надія                    |                      |
| 2009      | Дві сторони однієї Анни              | Олена Данилова           | Телесеріал           |
| 2009      | Детективне агентство «Іван з Марією» | Катя                     |                      |
| 2009      | Слід саламандри                      | Віра Михайлівна Савицька | Головна роль         |
| 2009      | Суд                                  | Вікторія Мурзавецька     | Головна роль         |
| 2010      | Гаражі                               | Влада                    |                      |
| 2010      | Заручники                            | Аліна                    |                      |
| 2010      | Долі загадкове завтра                | Настя                    | Телесеріал           |
| 2011      | Гидке каченя                         | Настя                    | Телефільм            |
| 2011      | Дорога моя донечка                   | Вероніка/Катя            | Телефільм            |
| 2011      | Хресна дочка                         | Олена Панова             | Телесеріал           |
| 2011      | Сім травневих днів                   | Олена                    |                      |
| 2011      | Лжесвідок                            | Іра                      | Телефільм            |
| 2011      | Варення з сакури                     | Надія                    |                      |
| 2011      | Чужі мрії                            | Євгенія                  |                      |
| 2012      | Закрита школа                        | Лариса Одинцова          | Телесеріал           |
| 2012      | Я прийду сама                        | Олександра Ємельянова    |                      |
| 2013      | Метелики                             |                          |                      |
| 2014      | Впізнай мене, якщо зможеш            | Алиса                    | Серіал/Головна роль  |
| 2015-2016 | Відьма на 1+1                        | Надія ,наречена Романа   | Серіал /Головна роль |
| 2019      | Артист                               |                          | Серіал /Головна роль |